# Collotheca campanulata
Collotheca campanulata är en hjuldjursart som först beskrevs av Dobie 1849.  Collotheca campanulata ingår i släktet Collotheca och familjen Collothecidae. Arten är reproducerande i Sverige. Inga underarter finns listade i Catalogue of Life.